# راسيل يونغ
راسيل يونغ (بالإنجليزية: Russ Young)‏ هو لاعب كرة قدم أمريكية أمريكي، ولد في 15 سبتمبر 1902 في برايان في الولايات المتحدة، وتوفي في 13 مايو 1984 في روزفيل في الولايات المتحدة.

## وصلات خارجية
- راسيل يونغ على موقعبيزبول رفرنس.كوم (الدوري الرئيسي) (الإنجليزية)
- راسيل يونغ على موقعبيزبول رفرنس.كوم (الدوري الثانوي) (الإنجليزية)